# Calligonum aciferum
Calligonum aciferum là một loài thực vật có hoa trong họ Rau răm. Loài này được Godw. & Nardina mô tả khoa học đầu tiên năm 1965.